# 前信介
前 信介（まえ しんすけ）は日本の映画プロデューサー。映画製作会社GLASGOW15代表。

## 経歴
広島県広島市出身。大阪芸術大学芸術学部を卒業。映画・ドラマの助監督を経験後、2015年プロデューサーとして参加。2017年、GLASGOW15（グラスゴー15）を設立する。

## 受賞歴
- 第39回 モントリオール世界映画祭、第24回 セントルイス国際映画祭 『かぐらめ』
- ゆうばり国際ファンタスティック映画祭フォアキャスト部門、ウディネファーイースト映画祭『世界の終わりのいずこねこ』
- 第11回大阪アジアン映画祭　コンペティション部門、第19回上海国際映画祭 パノラマ部門『つむぐもの』
- 第18回全州国際映画祭 ワールドシネマスケープ部門、第24回レインダンス映画祭、第17回ドイツ・ニッポン・コネクション、第9回田辺・弁慶映画祭映検審査員賞 『イノセント15』
- 第13回大阪アジアン映画祭クロージング作品『名前』

## 主なプロデュース・製作参加作品
- かぐらめ（2015年）
- つむぐもの（2016年）
- イノセント15（2016年）
- 少女邂逅（2018年）
- 名前（2018年）
- 生きてるだけで、愛。（2018年）
- 宇宙でいちばんあかるい屋根（2020年）
- 藍に響け（2021年）
- うみべの女の子（2021年）
- ぜんぶ、ボクのせい（2022年）
- グッバイ・クルエル・ワールド（2022年）
- サイド バイ サイド 隣にいる人(2023年）
- 白鍵と黒鍵の間に（2023年）
- オアシス（2024年）
- かくしごと（2024年）
- 愛に乱暴（2024年）
- ナミビアの砂漠（2024年）
- 終点のあの子（2026年）